# Wilhelm Blaschke

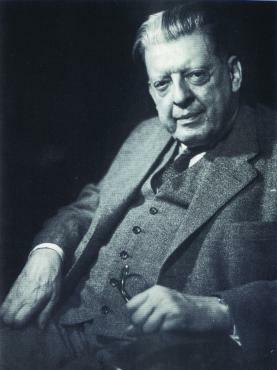
Wilhelm Blaschke

Wilhelm Johann Eugen Blaschke (ur. 13 września 1885 w Grazu, zm. 17 marca 1962 w Hamburgu) – austriacki matematyk, profesor Uniwersytetu w Hamburgu.
Najważniejsze prace Blaschkego dotyczą zbiorów wypukłych i geometrii różniczkowej, w której zapoczątkował nowe kierunki: afiniczną geometrię różniczkową, geometrię tkanin i geometrię całkową.